# Micrelaps vaillanti
Micrelaps vaillanti (сомалійська двоголова змія) — вид отруйних змій родини Micrelapidae. Мешкає в Східній Африці. Вид названий на честь французького зоолога Леона Ваяна.

## Поширення й екологія
Сомалійські двоголові змії мешкають в Сомалі, на північному сході Ефіопії, в Кенії, на півночі Танзанії, в Уганді та на сході Судану. Вони живуть в напівпустелях, сухих і вологих саванах, віддають перевагу більш посушливим районам. Ведуть нічний спосіб життя, живляться на риючих змій і ящірок. Вдень ховаються в норах. Відкладають яйця.